# Hoa tím
Hoa tím hay còn gọi tử hoa địa đinh (danh pháp khoa học: Viola patrinii) là một loài thực vật có hoa trong họ Hoa tím. Loài này được Ging. miêu tả khoa học đầu tiên năm 1824.

## Hình ảnh

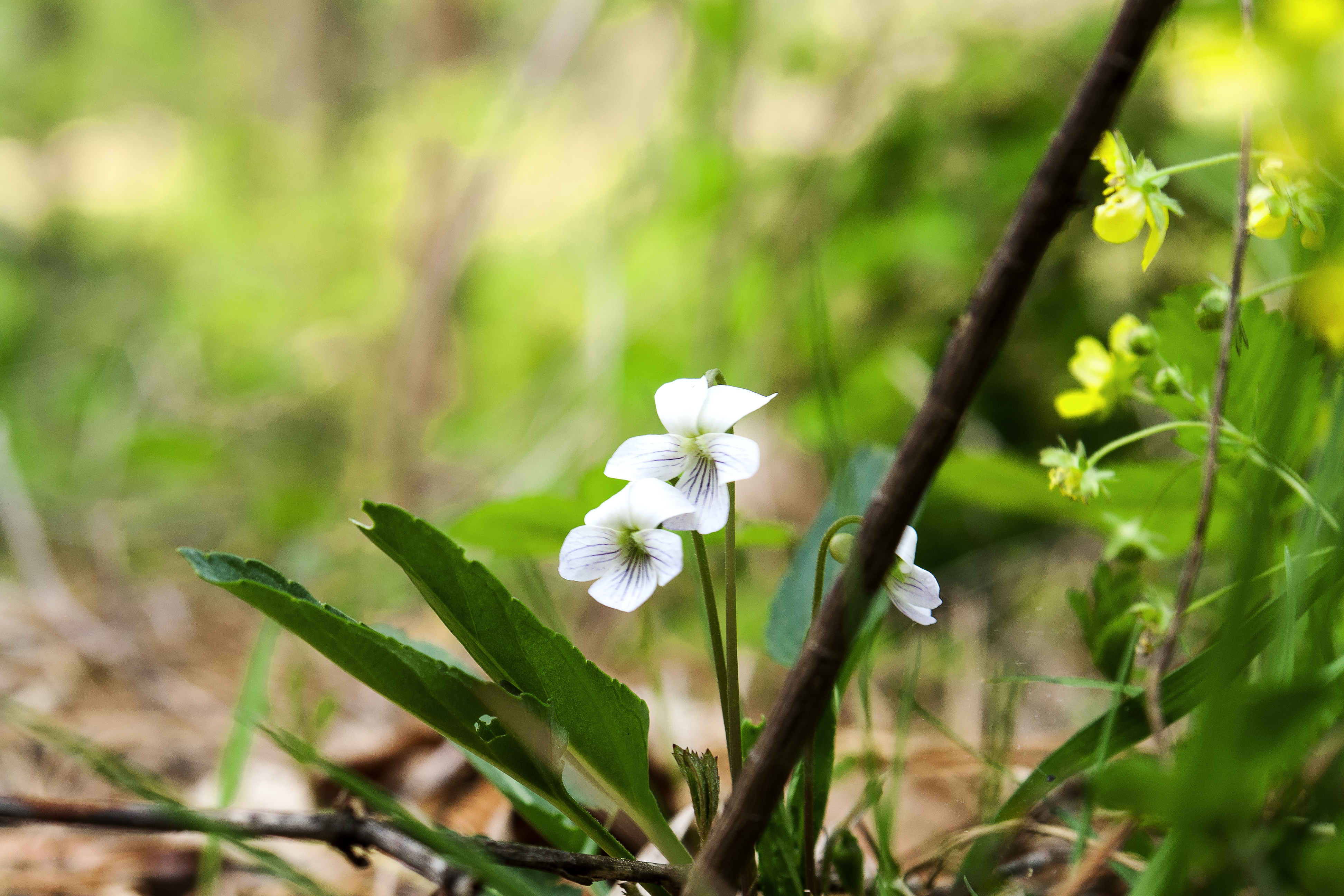
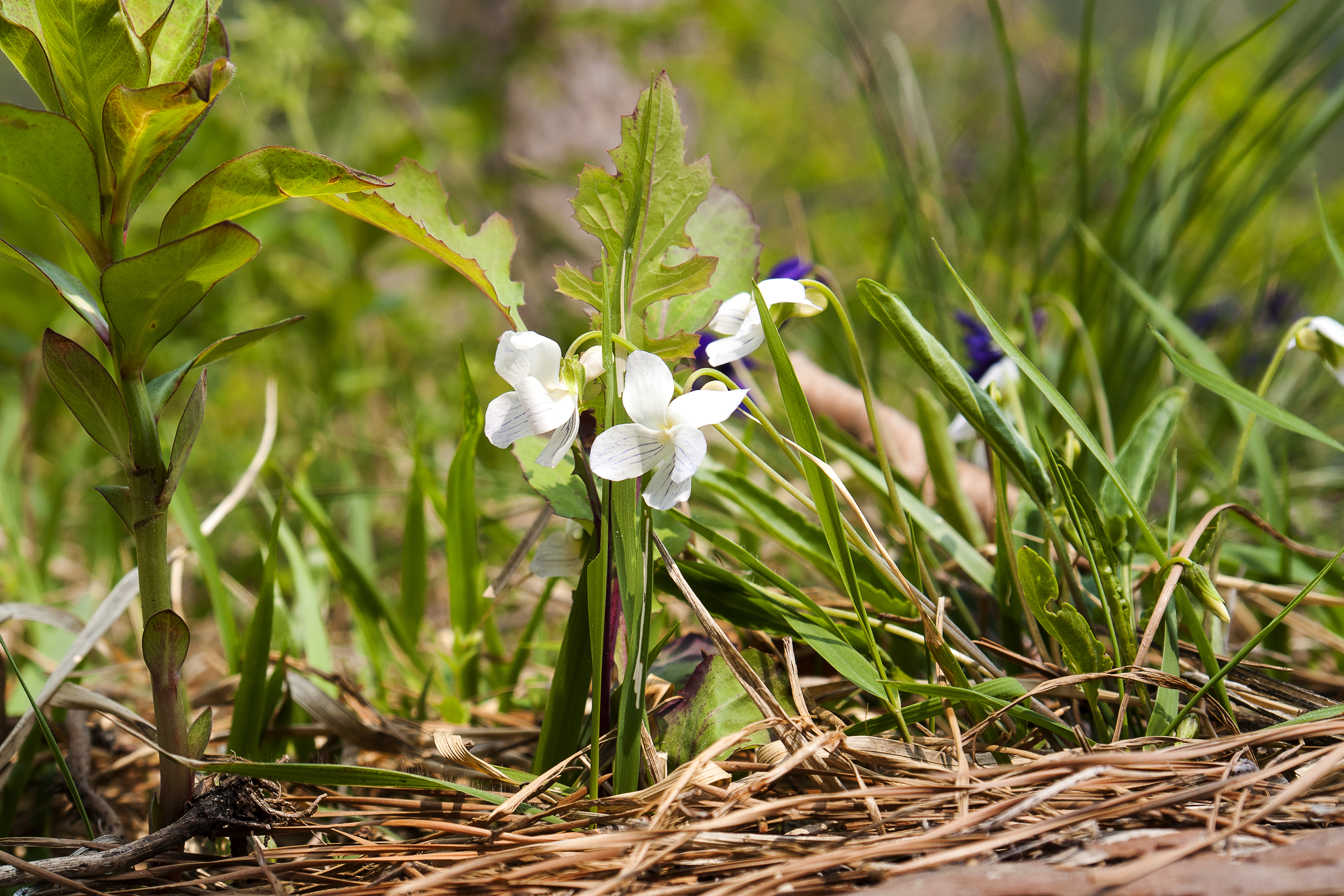